# Іра
Іра́ (рос. Ира, башк. Ира) — село у складі Башкортостану, Росія. Входить до складу Кумертауського міського округу.
Населення — 559 осіб (2010, 651 у 2002).
Національний склад:
- росіяни — 75 %